# Mortola Inferiore
Mortola Inferiore is een plaats (frazione) in de Italiaanse gemeente Ventimiglia.
De plaats ligt aan zee, op slechts twee kilometer van de Franse grens.
In dezelfde gemeente is ook een Mortola Superiore dat, zoals de naam al suggereert, op grotere hoogte ligt.